# گلدبرگ (مکلنبورگ)
شهر گلدبرگ در ایالت مکلنبورگ-فورپومرن در کشور آلمان واقع شده‌است.

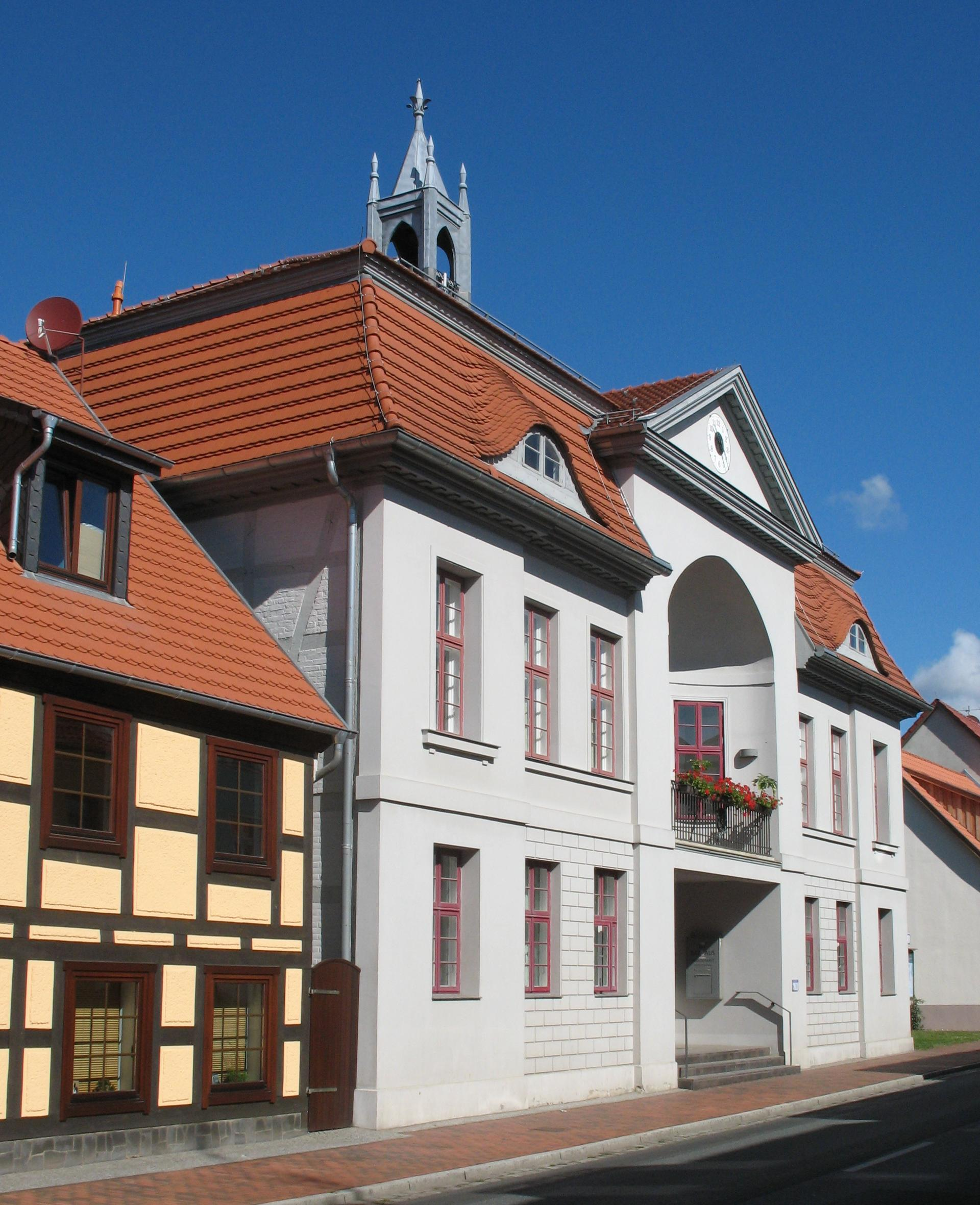
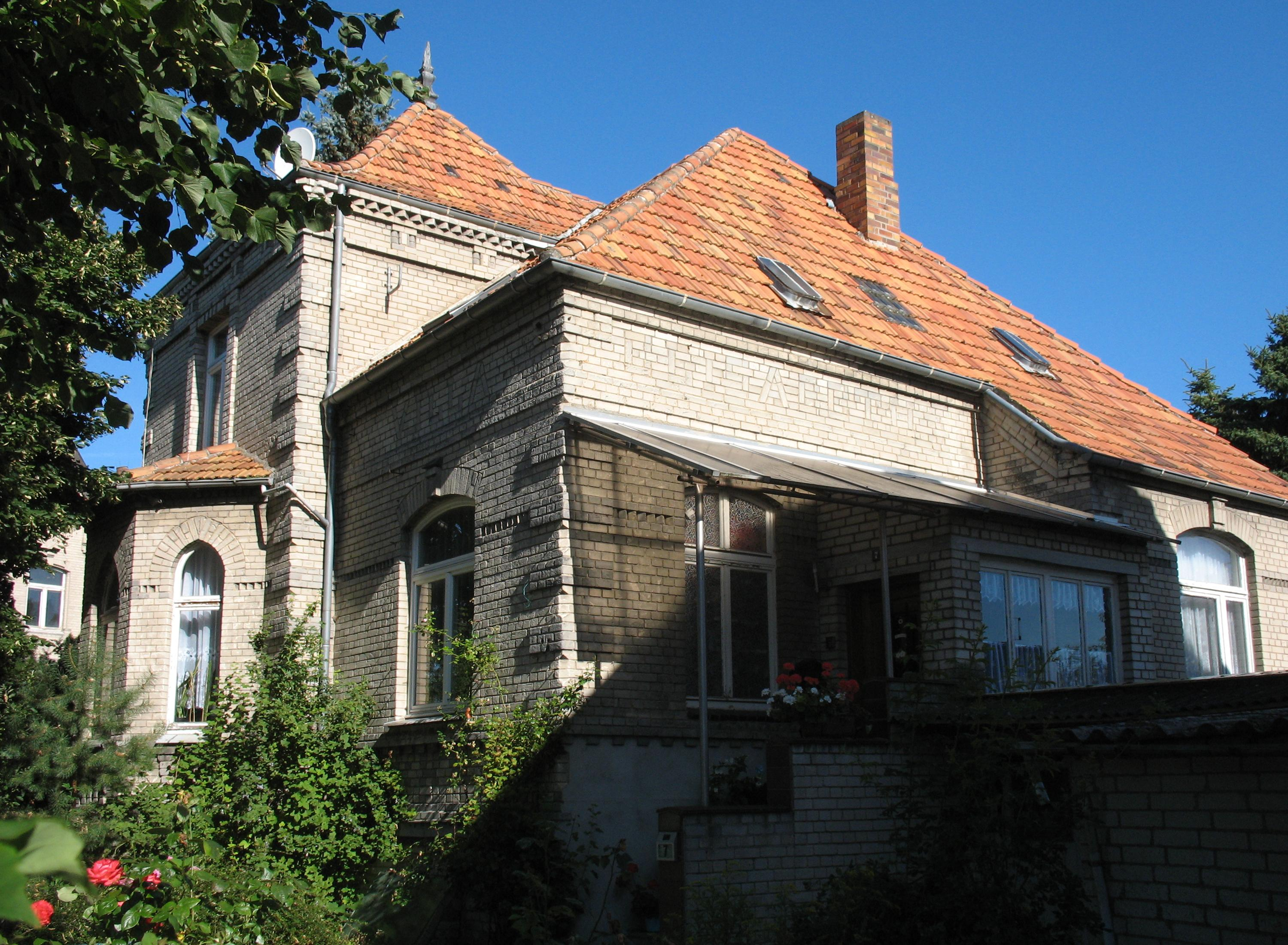
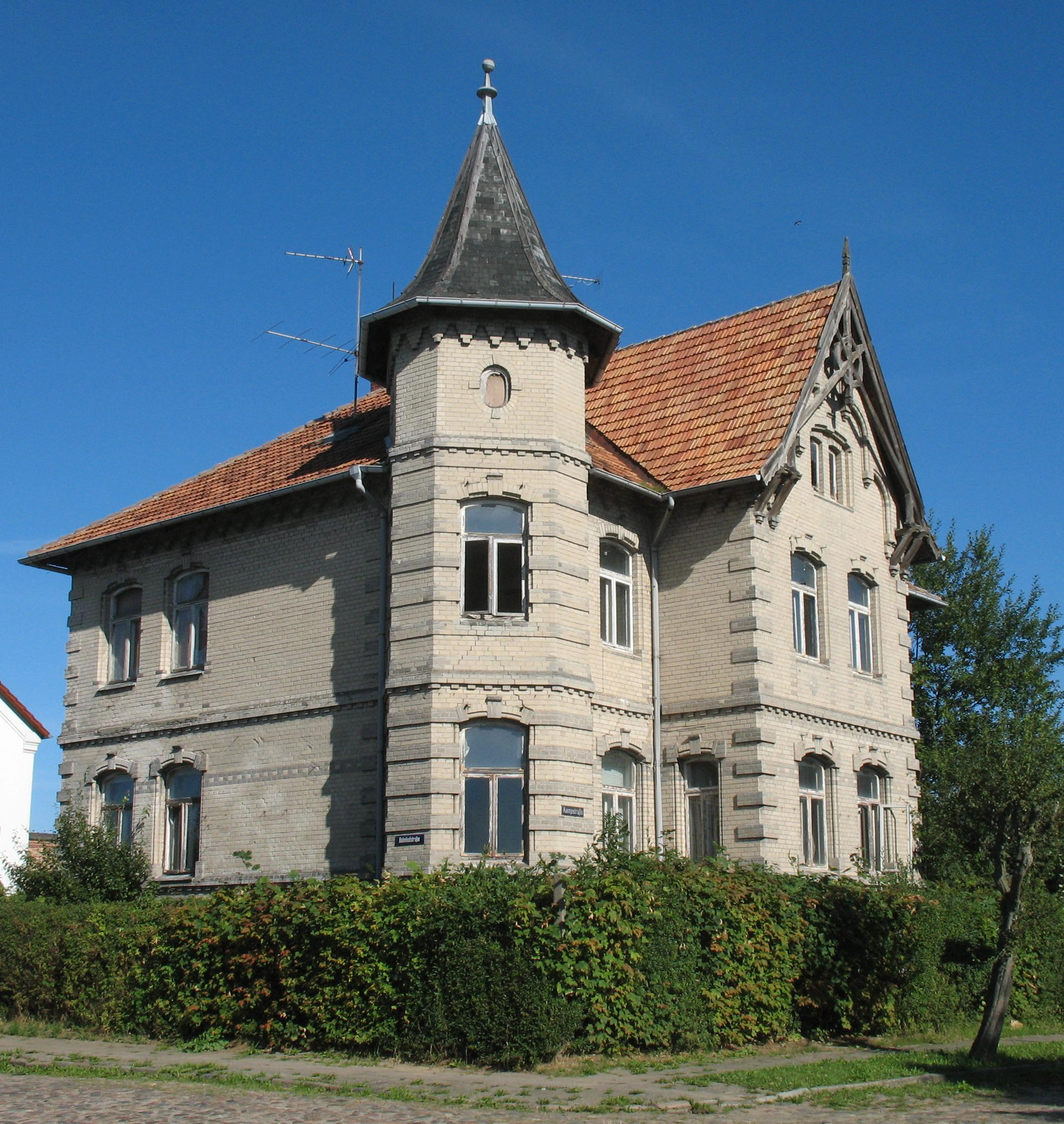
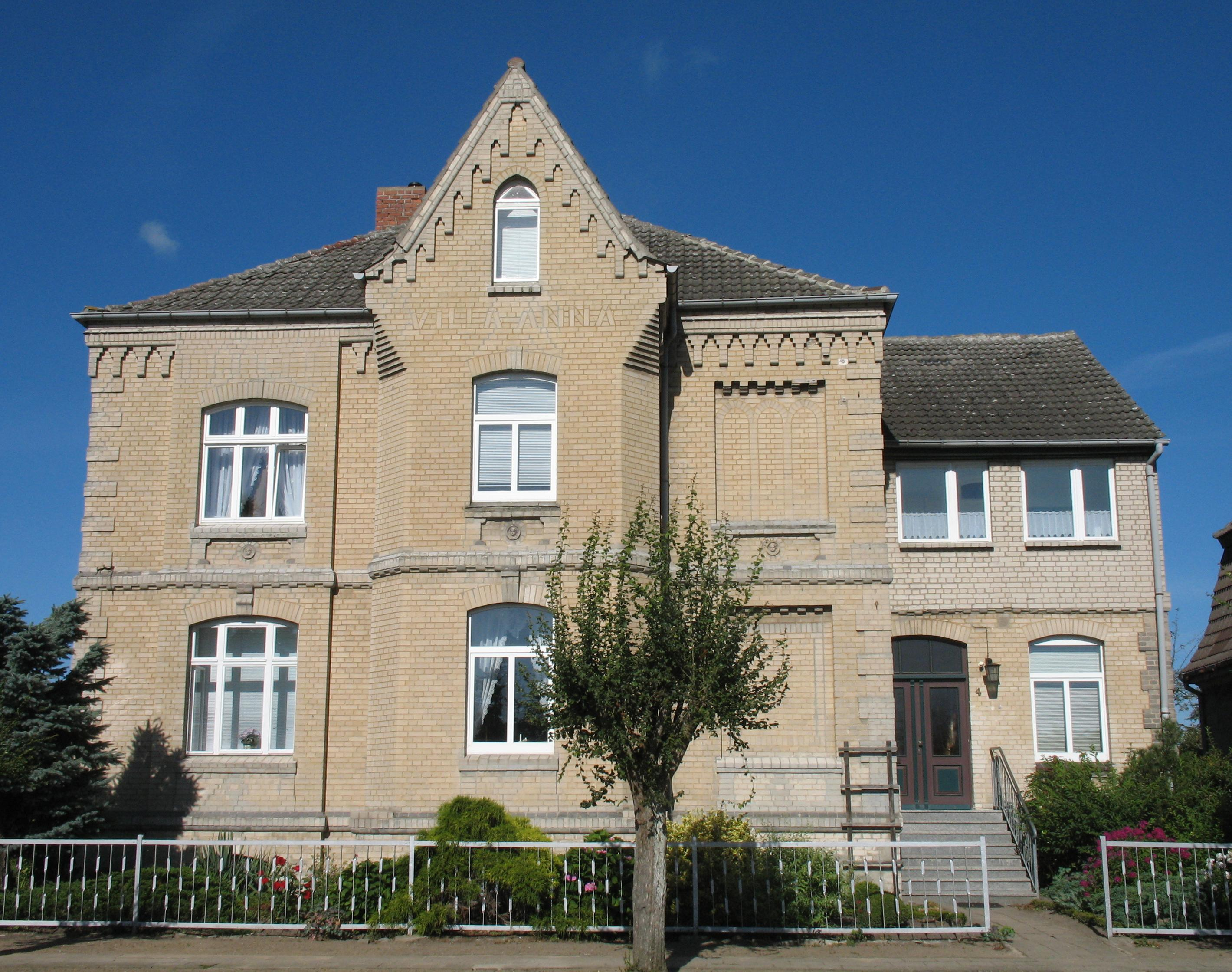
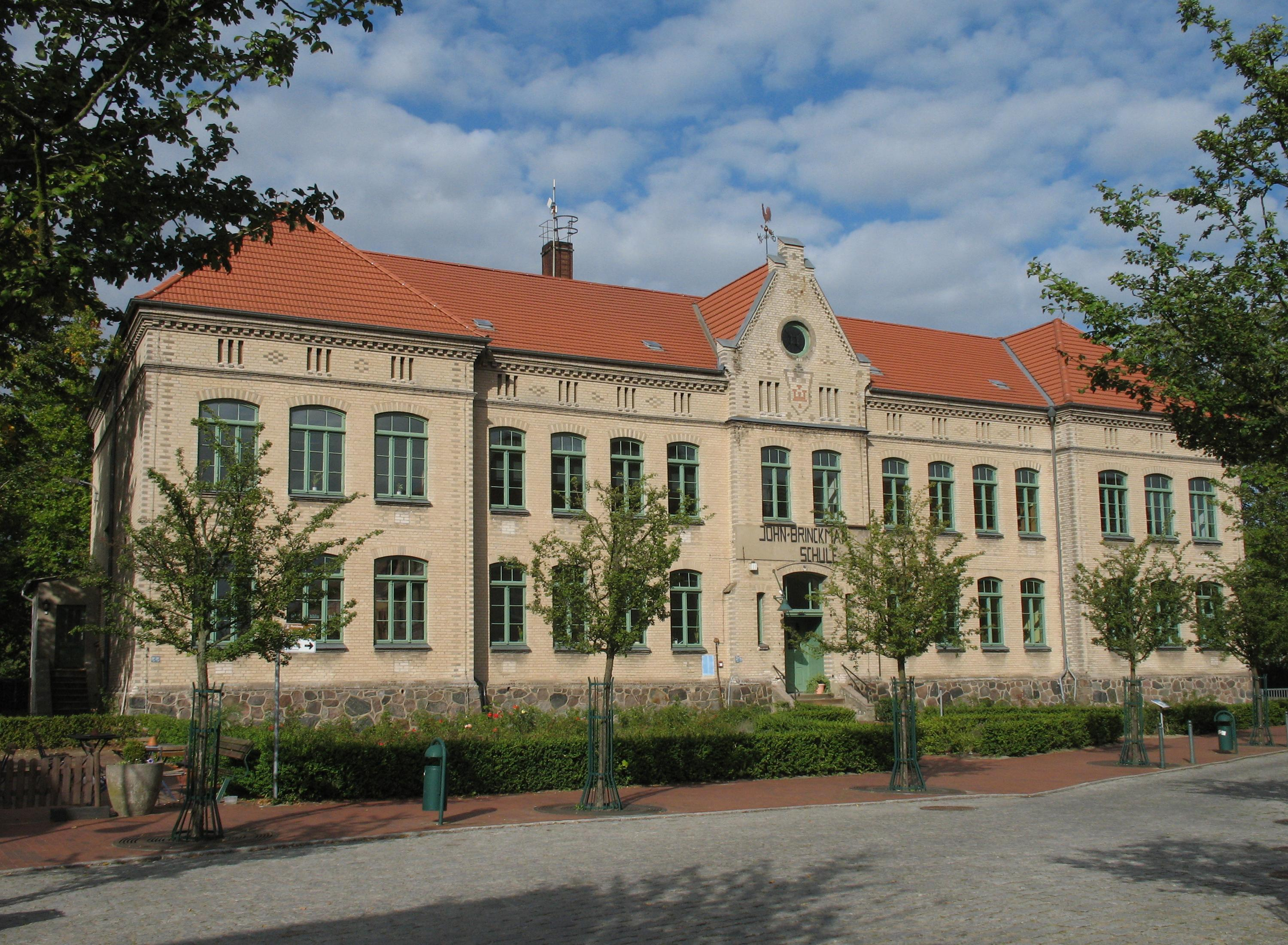
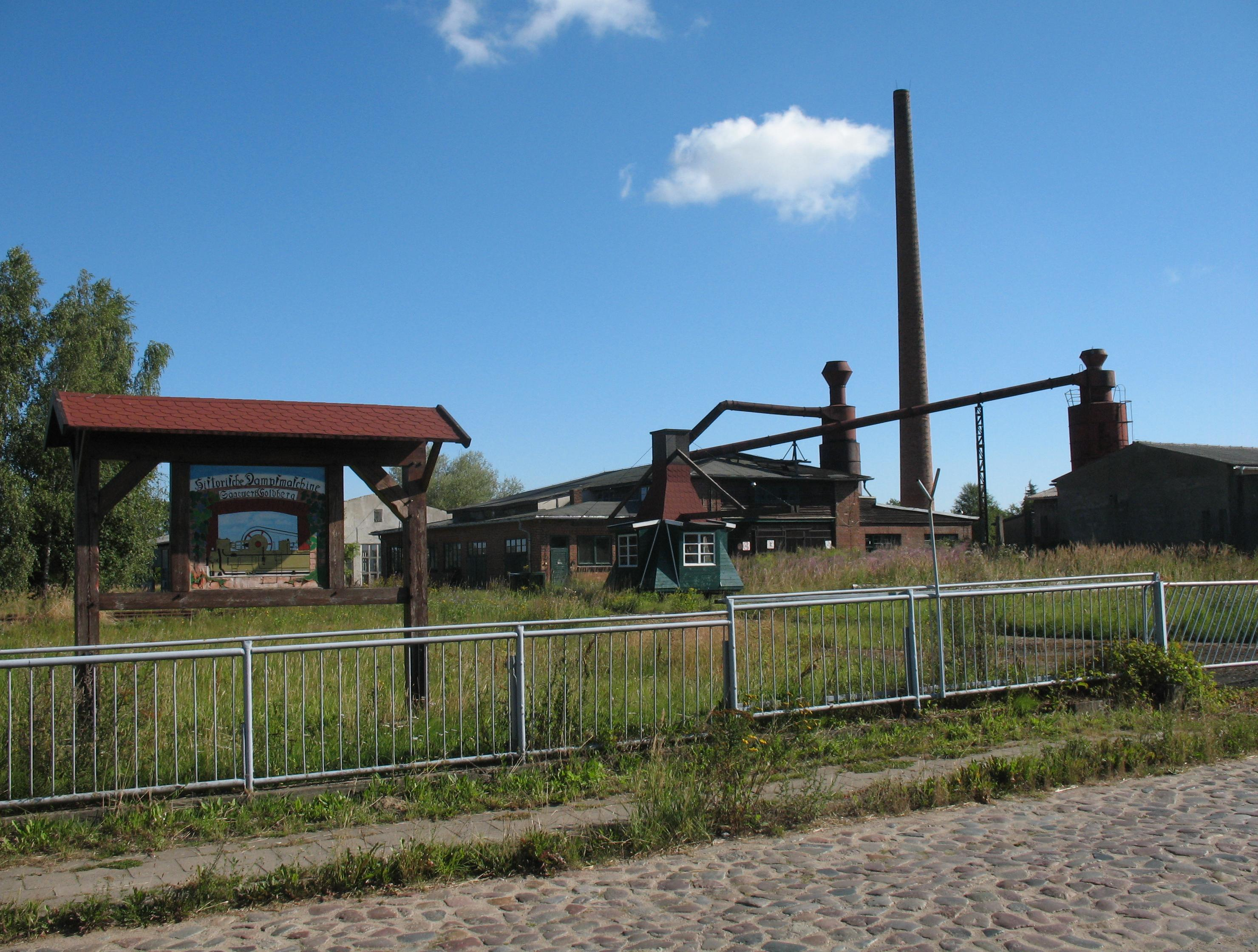
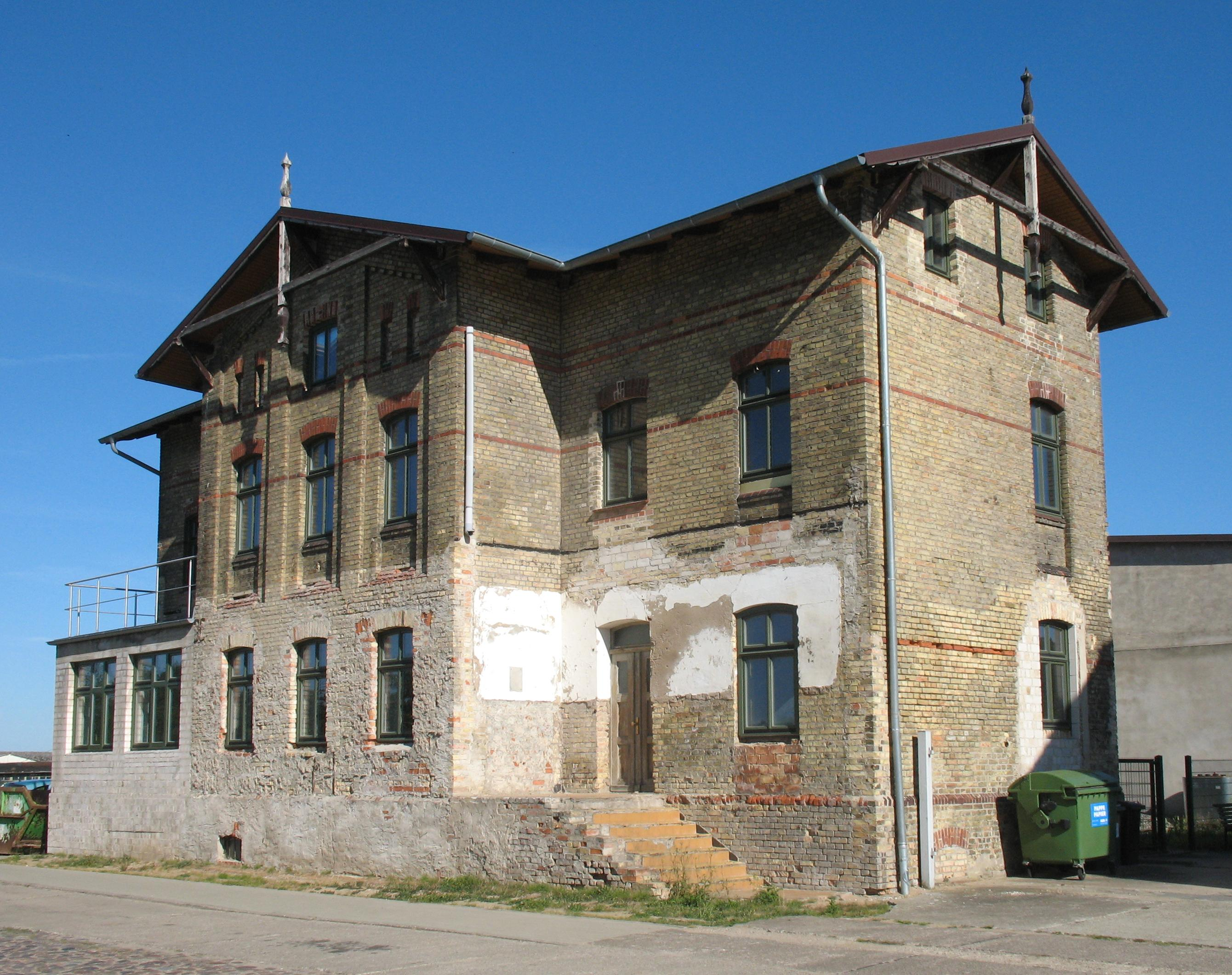
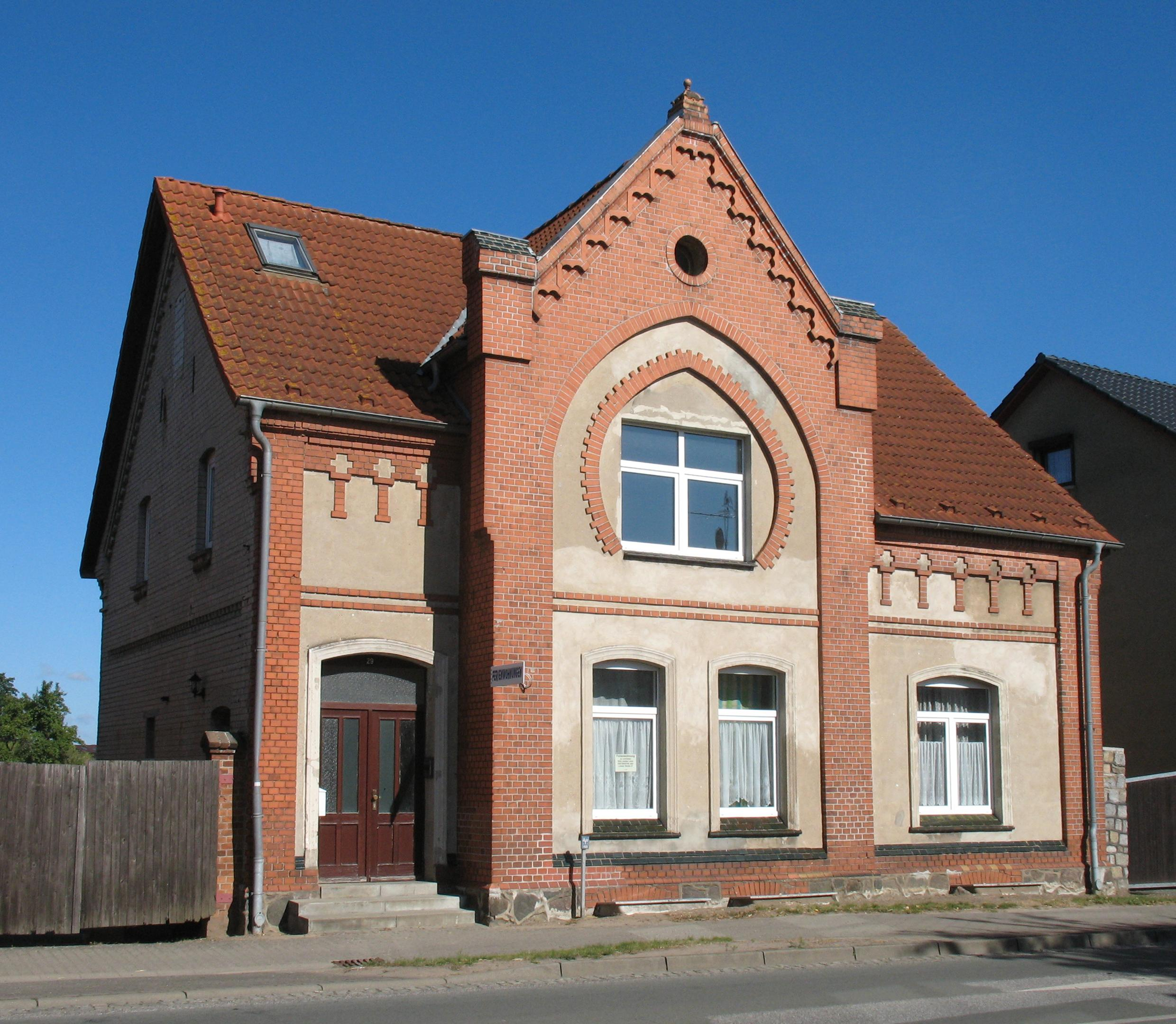
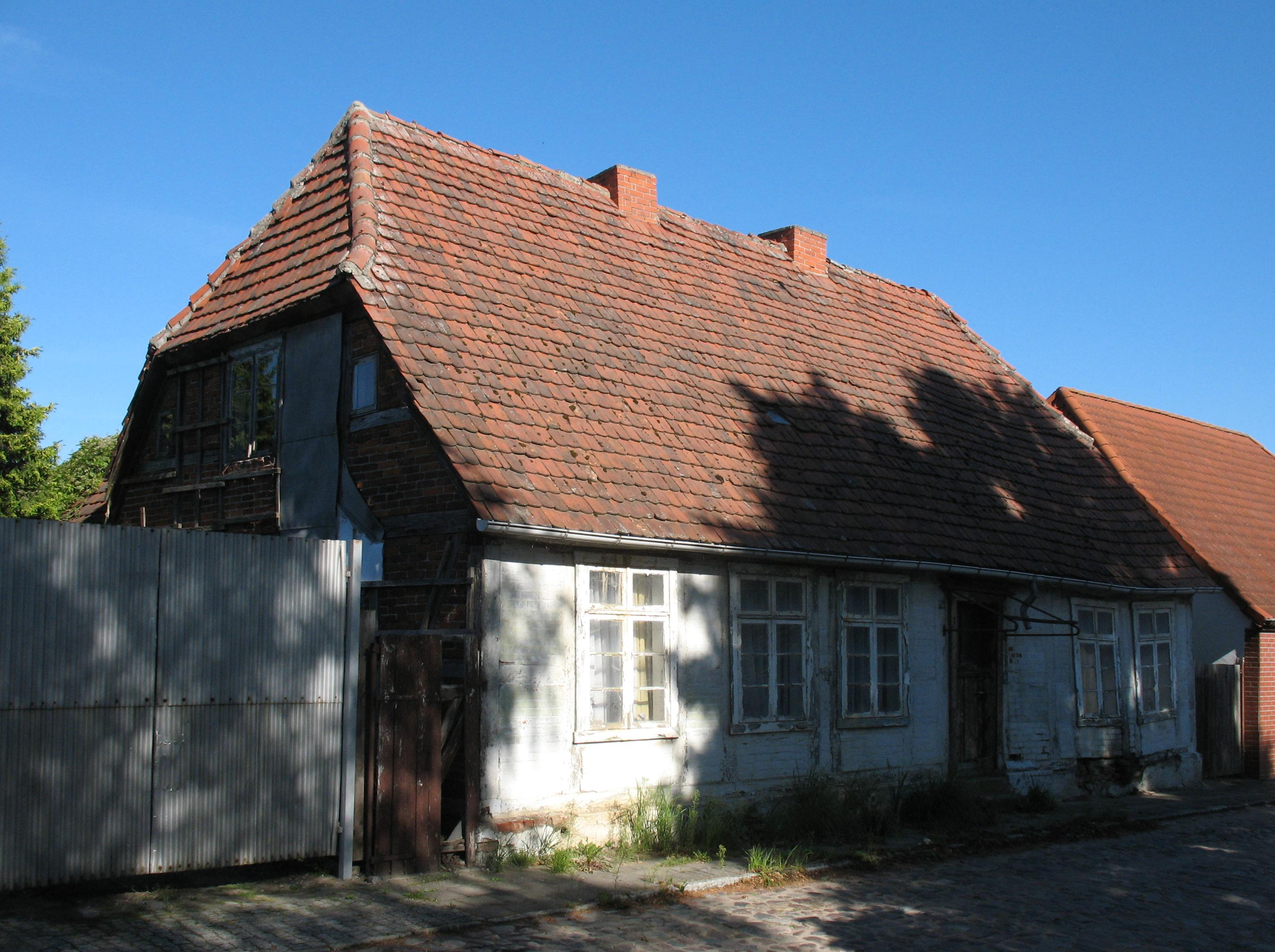
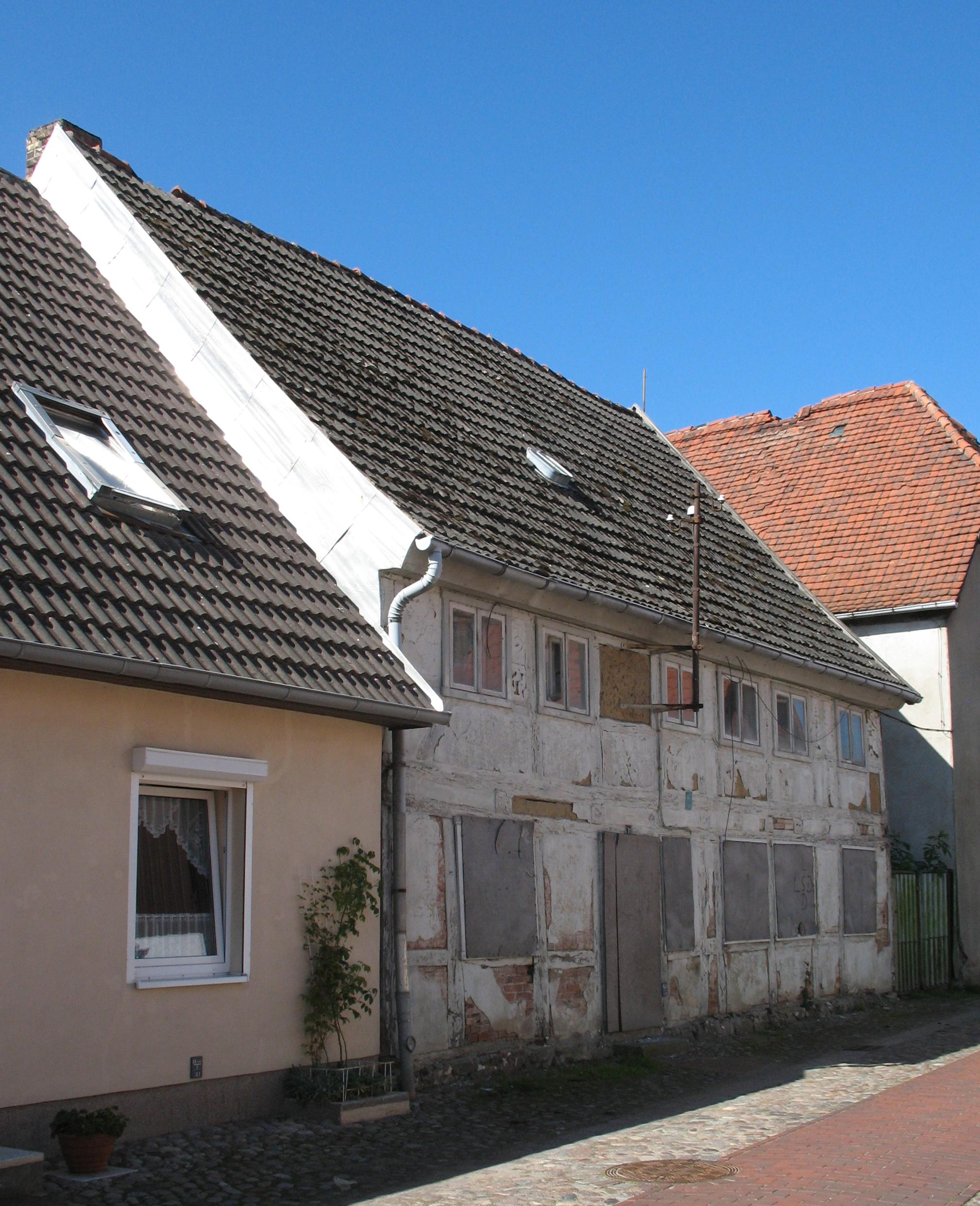
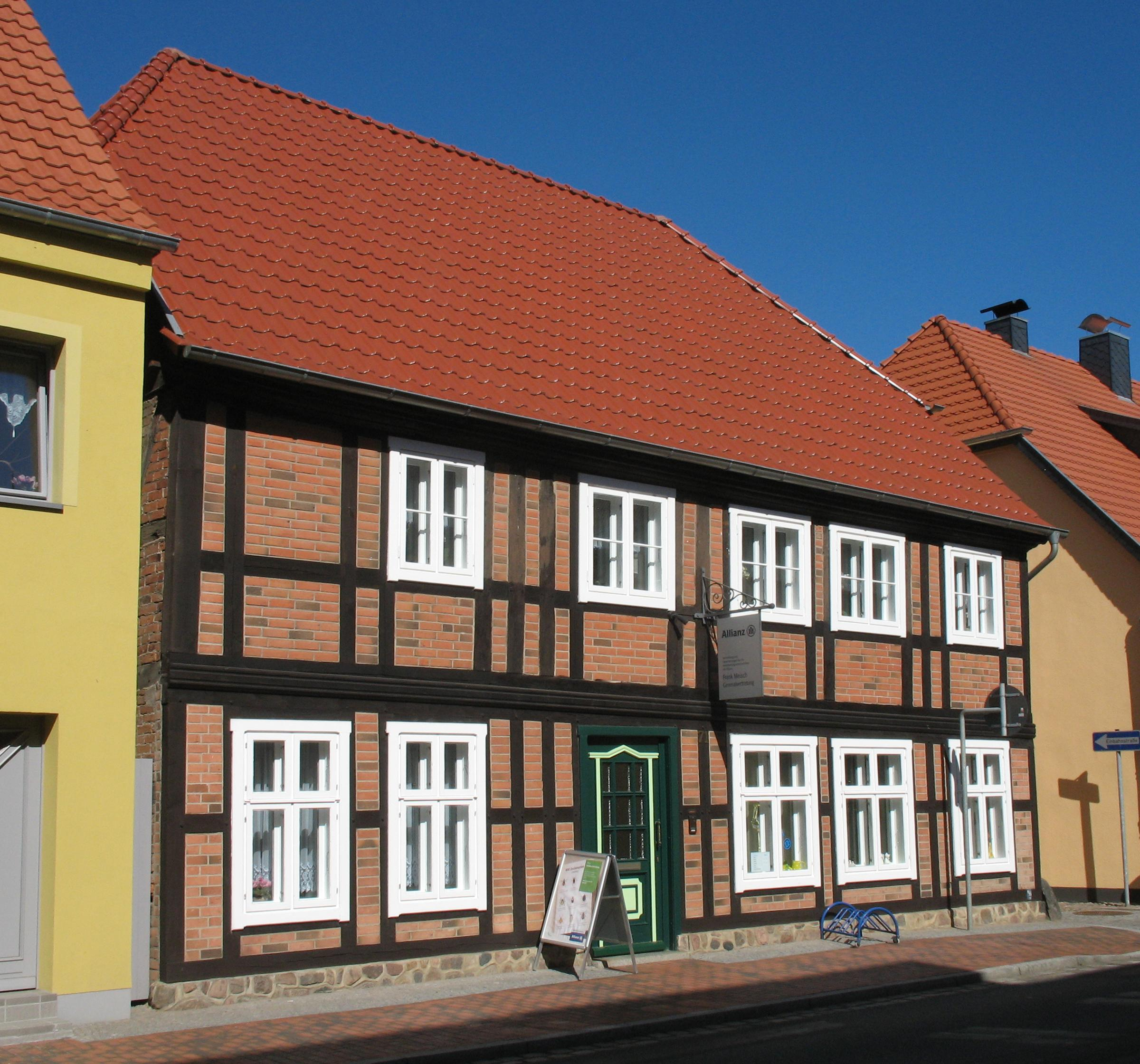
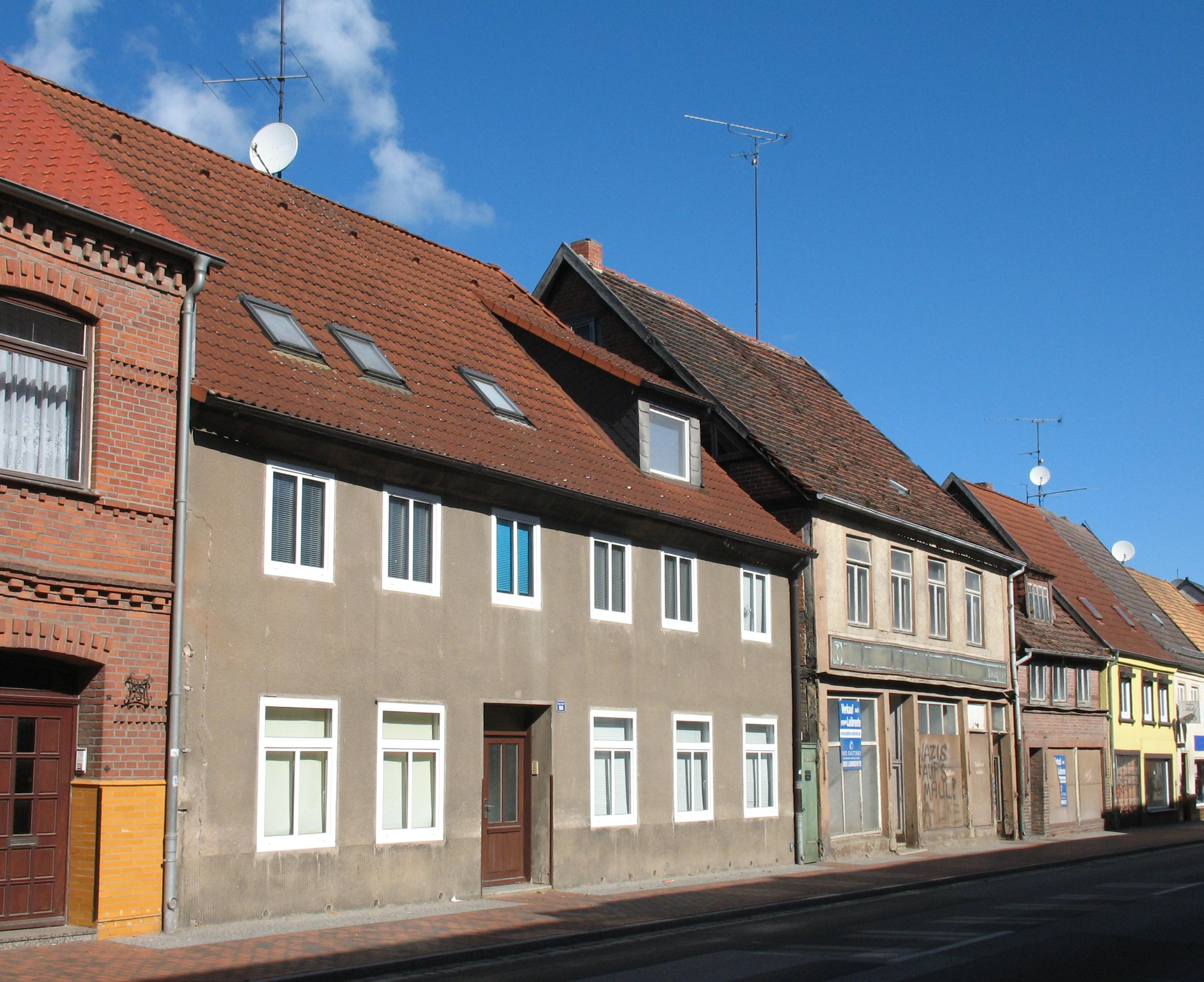